# 林肯 (編導)
林肯（英語：Lincoln Lam Hang，1984年4月22日—），香港編導及電視劇集監製，林肯於2010年6月加入無綫電視，首次成為了無綫電視任編導、2020年1月初再次升任晉升為監製，第一套作品為《香港愛情故事》。

## 簡歷
林肯在出生時因叔叔喜歡美國總統亞伯拉罕·林肯，所以替他取了一個洋名「Lincoln」，而父親就直接將中文名改做「林肯」。他自小喜歡觀看無綫電視劇集及港產片，對影視行業很有興趣；曾就讀聖若瑟小學及聖若瑟書院，其後往美國修讀紐約州立大學奧斯威格分校兩個學士課程 —— 廣播與大眾傳播、工商管理學（主修商業管理）。2010年6月，他決定加入無綫電視任職劇組助理編導，2014年4月升任製片人，2017年1月則再升為高級製片人；2018年9月透過數碼港協作服務而開始經營媒體製作生意，2019年2月於荃灣有線電視大樓設立火拍國際有限公司，為了方便幕後人員更有效率地簡化製作流程，減少浪費紙張，以及節省大量人力資源和金錢，故此研發出華語影視製作行業裏，首個智能管理中央統一資料儲存與通訊系統 —— 火拍拍攝管理系統，並已向知識產權署取得標準專利。
2020年1月，林肯獲晉升為劇集監製，亦因時任無綫節目及製作副總經理杜之克希望創作有新節奏的作品而獲委以重任，遂與天人娛樂有限公司（負責後期製作）一起完成自己第一套外判劇《香港愛情故事》。同年12月初，該劇成為首齣獲安排在翡翠台黃金時段（星期一至五 10：30 - 11：30）內播放的第四線劇集，除了收視理想和得到不俗的口碑，更奪得《萬千星輝頒獎典禮2020》多個獎項，包括「最佳男配角」（白彪）、「最受歡迎電視女角色」（龔嘉欣）及「最受歡迎短篇劇集」。
林肯在曾志偉上任後負責開拓明珠台，並獲晉升為製作主任，負責TVB New Wings Limited和無綫明珠台。除製作英語節目外，他仍會繼續製作粵語劇集。
在任監製時期，常用主要演員有游嘉欣、林正峰（3部）；徐文浩、羅天宇、王敏奕（2部）。

## 作品（無綫電視）

#### 助理編導
- 2011年：《潛行狙擊》
- 2012年：《怒火街頭2》、《On Call 36小時》、《雷霆掃毒》
- 2013年：《衝上雲霄II》、《On Call 36小時II》
- 2014年：《女人俱樂部》、《再戰明天》
- 2015年：《倩女喜相逢》、《四個女仔三個BAR》、《殭》

#### 編導
- 2015年：《殭》[17]
- 2016年：《超能老豆》、《幕後玩家》
- 2017年：《誇世代》
- 2018年：《三個女人一個「因」》、《兄弟》
- 2019年：《金宵大廈》
- 2020年：《香港愛情故事》
- 2022年：《青春不要臉》（潘嘉德合監）[18]

#### 監製（劇集）
- 2020年：《香港愛情故事》
- 2021年：《青年心城之撐起青春》
- 2022年：《青春不要臉》
- 2022年：《Cross My Mind》
- 2024年：《婚後事》

#### 監製（資訊及專題節目）
- 2022年：《夢中·情·人》、《Love Matters with Grace》、《潛·規則》、《仁濟心》

## 外部連結
- 林肯的Facebook專頁
- 林肯的Instagram帳戶
- 林肯在豆瓣上的资料（简体中文）
- Flaming Partners Limited（页面存档备份，存于）